# Línia evolutiva de Vulpix
Vulpix (ロコン, Rokon) i Ninetales (キュウコン, Kyukon) són dues espècies de Pokémon que apareixen a la franquícia Pokémon, una sèrie de videojocs, anime, mangues, llibres, cartes col·leccionables i altres mitjans que va ser inventada per Satoshi Tajiri i ha generat milers de milions de dòlars en beneficis per a Nintendo i Game Freak.

## Vulpix
Vulpix és una de les espècies que apareixen a la franquícia Pokémon, una sèrie de videojocs, anime, mangues, llibres, cartes col·leccionables i altres mitjans que va ser inventada per Satoshi Tajiri i ha generat milers de milions de dòlars en beneficis per a Nintendo i Game Freak. És de tipus foc i evoluciona a Ninetales. Té una forma d'Alola que és de tipus gel.

## Ninetales
Ninetales és una de les espècies que apareixen a la franquícia Pokémon, una sèrie de videojocs, anime, mangues, llibres, cartes col·leccionables i altres mitjans que va ser inventada per Satoshi Tajiri i ha generat milers de milions de dòlars en beneficis per a Nintendo i Game Freak. És de tipus foc i evoluciona de Vulpix. Té una forma d'Alola que és de tipus gel i tipus fada. El seu disseny es basa en la guineu de nou cues de les mitologies de l'Àsia oriental.